# Callon d'Épidaure
Callon, appelé Callo dans son enfance, est une personne intersexe ayant vécu au IIe siècle av. J.-C. Le traitement médical qu'il a reçu est la première occurrence connue de chirurgie de réattribution sexuelle. Sa vie est narrée par Diodore de Sicile.

## Biographie
Au cours de la seconde moitié du IIe siècle av. J.-C., Callon naît à Épidaure en Grèce antique,,. Les détails de sa biographie sont présents dans la Bibliothèque historique de Diodore de Sicile,. Élevé comme une fille, Callon est, selon Diodore de Sicile, un orphelin forcé de se marier dès son « arrivée à maturité » et cohabite avec son époux pendant deux ans. Pour Laura Pfunter, l'âge de Callon avant son mariage était « pré-pubertaire ». Diodore de Sicile rapporte avoir entendu que Callon était prêtresse avant son mariage.
Même s'il existe peu d'informations sur la vie conjugale de Callon, Diodore de Sicile écrit qu'il « n'était pas capable des étreintes naturelles chez les femmes » et qu'il s'est trouvé forcé de « subir des étreintes hors-nature ». Au cours de son mariage, Callon observe qu'un tumeur pelvienne devient gonflée et douloureuse, mais aucun médecin n'accepte de la traiter. Toutefois, un apothicaire finit par proposer de le soigner et incise la « tumeur » ; « les organes intimes d'un homme s'y révèlent, c'est-à-dire les testicules et un pénis fermé ». L'apothicaire incise le gland pour ouvrir l'urètre à l'aide d'un cathéter en argent en guise de drain puis recoud les tissus. Cet apothicaire facture des honoraires doubles car « il avait reçu une femme invalide et l'avait transformée en un jeune homme sain ».
Après avoir cicatrisé, Callon change son nom : de Callo, il devient Callon, puis il mène une vie d'homme. À titre symbolique, il se débarrasse de ses instruments de tissage, car cette activité était considérée comme un travail assigné aux femmes. Après sa transition, Callon est appelé devant un tribunal car il a assisté à des rituels religieux réservé aux femmes avant sa transition.

## Historiographie
En 2015, certains auteurs laissent entendre que la transition biologique de Callon peut découler d'un pseudo-hermaphrodisme masculin. L'opération chirurgicale de Callon est la première intervention connue dans ce domaine et ses méthodes présentent de fortes similarités avec les techniques modernes. Rebecca Langlands (en) remarque l'importance médicale sur la manière dont la transition de Callon est rapportée. Pour Luc Brisson, les caractères androgynes de Callon, tout comme ceux de Diophante d'Abaé, relèvent d'un phénomène naturel susceptible d'être corrigé par une intervention chirurgicale. Shaun Tougher note que les biographies de Callon et de Diophante apparaissent « dans le cadre de l'Est hellénistique ». Katharine von Stackelberg écrit que l'hermaphrodisme était un fait assez courant pour avoir suscité un corpus juridique spécifique.